# Parque nacional Vapor Cué
Vapor Cué es un parque ubicado a 4 km de la ciudad de Caraguatay, Departamento de Cordillera, en Paraguay, con una superficie de 54 hectáreas. Está situado a 98 km de Asunción, por una ruta asfaltada.
Su objetivo principal es el resguardo de buques de guerra de la armada paraguaya que llegaron hasta ahí durante la guerra de la triple alianza, en 1869, y quedaron varados en el lugar y olvidados por más de un siglo. A partir del año 1978 comenzó la tarea de recuperación.
Vapor Cué es un parque nacional de 56 ha, por el que pasa el río Yhaguy (hoy prácticamente un arroyo). Este nace entre las ciudades de Piribebuy y Valenzuela, en la cordillera de Altos. Este río es afluente del Manduvirá y juntos forman un recorrido de 121 km hasta su desembocadura en el río Paraguay. El Manduvirá en tiempos de creciente es navegable hasta Tobatituyá y en época de estiaje hasta Naranja Jhái. Es un río de llanura y fácilmente se sale de cauce, su corriente es rápida, sinuosa y con muchos obstáculos para la navegación.

## Retirada de la escuadra paraguaya
En las postrimerías de la Guerra contra la Triple Alianza, una vez ocupada Asunción por los aliados, los buques de la marina paraguaya, sin material bélico, huyeron hacia el norte por el río Paraguay. El 5 de enero de 1869, una división de la escuadra brasileña, compuesta por el acorazado Bahía y los monitores Alagoas, Ceará, Pará, Piahuy y Santa Catalina y los cañoneros Ybahy y Mearim, partieron con el propósito de capturarlos. Deseaban, sobre todo, recuperar el Anhambay, que había sido capturado por los paraguayos en el Mato Grosso por el Yporá y el Río Apa en el río San Lorenzo durante la fase inicial de la guerra, el 6 de enero de 1865.
En enero de 1869, ya finalizando la guerra de la Triple Alianza, la escuadra paraguaya, entró al río Manduvirá. Para trabar la entrada de sus perseguidores hundieron en un recodo al buque Paraguarí. Los demás barcos siguieron navegando por el Manduvirá y en el paso "Tobatí Tuyá", cerca de Arroyos y Esteros, hundieron un segundo barco, el Yberá, y una chalana, lo que imposibilitó el paso, ya que en la margen opuesta existe un banco de piedras.
Solo pequeños barcos brasileños, con mucha cautela, pudieron proseguir la persecución, quedando los buques acorazados en la confluencia del Manduvirá con el Paraguay. Un tercer barco fue hundido cerca de otra restinga, en la margen opuesta en un lugar llamado Lagunita de las Salinas, para impedir el pasaje para llegar al río Yhaguy.
Los barcos brasileños no pudieron maniobrar y tuvieron que navegar marcha atrás para llegar nuevamente a la desembocadura del Manduvirá. La falta de profundidad, los obstáculos y lo sinuoso del río les obligaron a dejar en el lugar dos barcos en el río Paraguay, frente a la iglesia de Olivares.
Las naves paraguayas que quedaban aún a flote eran: Río Apa, Paraná, Yporá, Salto del Guairá, Piravevé y el Anhambay, llegando a un lugar entonces conocido como "Capilla de Caraguataý".
Al saber el mando paraguayo del ingreso de los buques brasileños al Manduvirá, se encomendó a un batallón de marina se uniera a un regimiento, para cerrar el paso de retorno a las naves aliadas, en el paso "Garayo". Una vez que las embarcaciones traspasaron el sitio, se mandó echar en el mencionado paso carretas encadenadas, gran cantidad de piedras arrancadas del cerrito cercano y gruesos trozos de ramas y madera fresca cortadas de los bosques vecinos. Pero los mejores planes dependen de la naturaleza; una fuerte tormenta hizo crecer al río dejando paso a los acorazados brasileños, que sin pérdida de tiempo emprendieron la marcha aprovechando esta ventaja, bajo los fuegos de las tropas paraguayas, que no lograron hacerles daño alguno.
Más adelante tres navíos brasileños, con dos vapores chicos, remontaron el Manduvirá hasta frente de la capilla de Caraguataý, con la idea de apoderarse de las naves paraguayas, varadas en aquel puerto. Ante la superioridad numérica de la fuerza aliada y cumpliendo órdenes de López, los marinos que las custodiaban les prendieron fuego y huyeron por la rinconada de Saladillo para incorporarse a las fuerzas de López, siendo el 18 de agosto de 1869.

## Recuperación
La recuperación de los buques se inició en 1978 cuando se reunió una comisión para fijar las bases para la operación de rescate de los barcos y calderas.
Se envió una comisión para que estudiara en el lugar las tareas necesarias para recuperar las reliquias históricas, que presentó un informe para lo que se llamó "Operación Vapor Cué", donde se detallaban los pasos a seguir, entre los que se contaban la construcción de un camino elevado sobre el estero, transitable en todo tiempo, la instalación de un campamento, la provisión de elementos de trabajo y maquinarias destinadas a la remoción de grandes cantidades de tierra, el drenaje del río y otros trabajos complementarios.
No había camino regular para llegar a Vapor Cué desde el pueblo. Llegados al lugar se empezó el recorrido por el barranco encontrando los restos destrozados de 6 unidades fondeadas de mayor a menor aguas arriba o sea orientando la formación de oeste a este.
Se comenzó por la construcción de diques por medio de ataguías, que buscaban dejar libres los cascos y calderas del curso principal del río, cosa que se probó imposible debido a las frecuentes y torrenciales lluvias, muy frecuentes en la zona, que arrastraban las ataguías haciendo desaparecer los diques de contención.
Se decidió entonces desviar el curso principal del río a través de un canal auxiliar, construido por medio de palas mecánicas y topadoras, de aproximadamente 1 km de largo que desembocaba finalmente en el curso normal del río y dejando seca la zona de trabajos.
Se procedió luego a hacer cortes en los cascos para sacarlos por partes, los que fueron depositados sobre anguilas y por medio de varales falsos y tractores, fueron remolcados fuera del lecho el río. Una vez fuera fueron depositados por medio de grúas sobre pedestales de cerámica previamente construidos y allí fueron vueltos a ensamblar para ser posteriormente soldados y completadas las partes faltantes o en mal estado, que en realidad eran muchas por la acción destructora del tiempo y del agua.
La porfía fue dura, larga y hasta cruenta, como si se quisiera en los hechos rememorar el sacrificio de la guerra que los llevó allí. La recuperación de estas reliquias duró cinco años, y se demostró el espíritu de la gente y su voluntad, venciendo todas las dificultades. Por ello es necesario hacer conocer esta tarea titánica en el corazón del continente sudamericano y sacar del olvido estos restos, como lo hicieron los que trabajaron en Vapor Cué.

## Lista de buques
En la década del 80 se recuperaron partes de 6 barcos, y 4 cascos (2 de madera y 2 de hierro). De los 4 cascos, hoy en día solo existen los 2 de metal, los demás, se puede decir, que han desaparecido, al no contar con la protección adecuada.
Río Apa
Cuarto buque mercante construido en los astilleros paraguayos de Asunción, botado entre el 2 y 10 de noviembre de 1858. Casco de madera, caldera hacia popa y máquina a vapor que impulsaba ruedas laterales, 28 t de desplazamiento. Eslora aprox. 20 m; manga 5 m, manga total 7 m; puntal 2,5 m y calado 1,2 m. Participó en la captura del "Anhambay" en el río San Lorenzo, Matto Grosso en enero de 1865. Es el menor de los cascos encontrados en el río Yaghuy. Le habían montado cuatro cañones que les fueron retirados luego del desastre de Riachuelo.
Anhambay

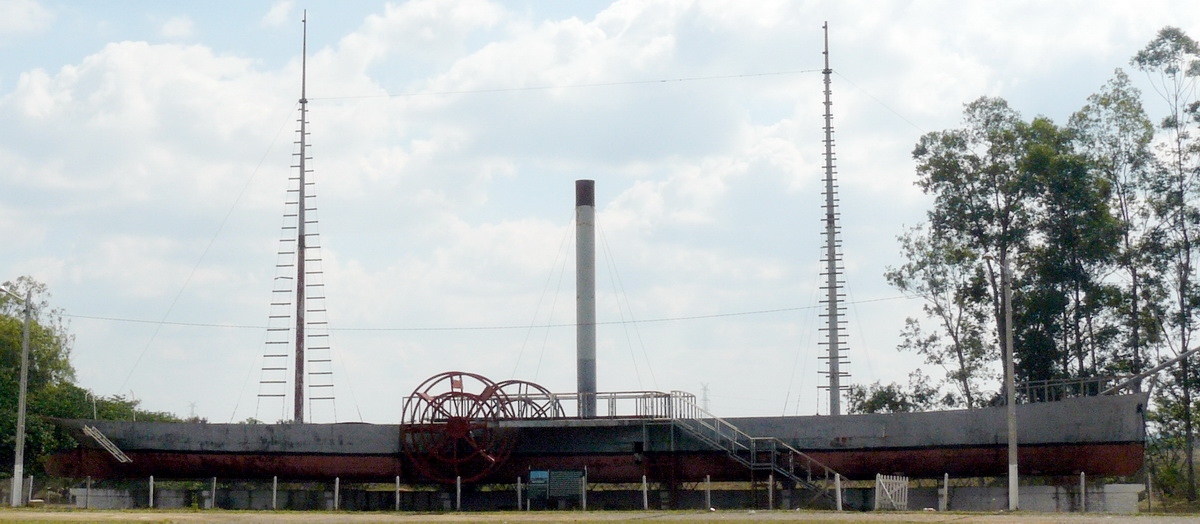
Buque Ahnambay.

Barco de guerra brasileño capturado en el río San Lorenzo, en el Matto Grosso en los primeros momentos de la guerra, el 6 de enero de 1865, por fuerzas paraguayas a bordo del Yporá y el Río Apa. Es un buque con casco de hierro impulsado por ruedas laterales por una máquina a vapor de dos cilindros verticales y oscilantes de 40 hp, alimentada por una caldera de forma rectangular con dos bocas de fuego. Tuvo dos piezas de calibre 32. Este es uno de los buques que escaparon de la escuadra brasileña, metiéndose en el río Manduvirá y quedando finalmente en Vapor Cué, de donde fue rescatado del barro y puesto en ese magnífico Monumento Nacional actual.
Piraveve

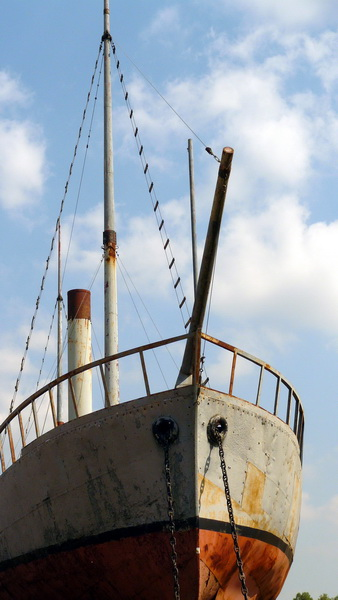
Buque Piraveve.

Vapor mercante construido en Inglaterra, de nombre original "Ranger", construido en Escocia. Fue adquirido en Asunción el 12 de abril de 1865. Tiene casco de hierro y máquina de vapor alimentada por una caldera rectangular de llama de retorno y con domo, que conectada a la máquina de vapor le daba 60 hp, que propulsaba una hélice. Todo el sistema propulsivo está situado bien a popa. Sólo le queda la caldera, el sistema de máquina y ejes ya no están. Tenía unas 120 t de desplazamiento y era uno de los barcos más veloces de la flota.
Componía la escuadra que huyendo de la flota brasileña se interna en el Manduvirá y luego quedó encerrada en el Yaghuy, donde fue hundido para que no cayera en poder de los brasileños. Fue recuperado y colocado en Vapor Cué. El Piravave tuvo una destacada acción en la batalla del Riachuelo.
Salto del Guairá
Construido en los astilleros de San Gerónimo en Paraguay, bajo la dirección del Ing. Thomas N. Smith. Botado el 17 de julio de 1857. Casco de madera movido a ruedas laterales, caldera hacia popa, gemelo del "Yporá". Este vapor tenía 226 toneladas de desplazamiento y máquinas de vapor de 70 hp, con 18 camarotes. Características: eslora total 30 metros aprox. Manga de construcción 5,5 m; manga total 7,5 m; puntal 2,5 y calado 1,5 m. Fue parte del grupo de vapores que, huyendo de las fuerzas brasileñas, queda hundido en el Yaghuy, de donde fueron rescatados y forman parte del Monumento Nacional de Vapor Cué.
Yporá
Primer barco construido en el astilleros de San Gerónimo, del Ing. Thomas N. Smith. Botado el 2 de julio de 1856. Casco de madera con ruedas laterales, caldera hacia popa, era gemelo del "Salto del Guairá". Este vapor tenía 226 toneladas de desplazamiento y máquinas de vapor de 70 hp. Luego de algunos viajes por los ríos interiores del Paraguay, se incorporó a la línea Asunción-Buenos Aires, con una tripulación de 30 paraguayos, tres ingleses y un italiano.
Participó en la batalla de Riachuelo y en Tayí, salvándose del desastre. Participó también de la captura de los buques argentinos "25 de Mayo" y "Gualeguay" en Corrientes, el 13 de abril de 1865. Características: eslora total 30 m aprox. Manga de construcción 5,5 m; manga total 7,5 m; puntal 2,5 y calado 1,5 m
Paraná
Barco mixto construido en Inglaterra, adquirido al Sr. John Thompson en Asunción en 1859. De 83 t de capacidad de carga, casco de madera, máquina a vapor que movía una hélice, con una caldera cilíndrica. Eslora aprox. 25 metros, manga 5,5; calado 1,5; puntal 2,5 m. Adquirido en trueque por hierba mate a un valor nominal de 25.000 pesos. Sirvió para transportar yerba mate desde Villa San Pedro, luego fue reacondicionado como barco de pasajeros entre Asunción y Buenos Aires.
Para febrero de 1860 ya estaba a flote y llevando yerba. Su primer viaje al exterior fue a Corrientes el 7 de noviembre de 1860. En 1861 lo reemplazó al Yporá en la carrera a Buenos Aires, pero no duró mucho en este tráfico ya que a fines de agosto de 1863 fue reemplazado por otro barco a causa de los desperfectos sufridos en el casco y máquinas, por el trabajo constante de 1862 y 1863. Una vez rotas las relaciones con Brasil fue armado en guerra y utilizado como buque logístico. Queda atrapado en el río Yaghuy junto con los buques que forman el Monumento Nacional de Vapor Cué. Queda de él su caldera y algunos elementos más.